# Широкодзьоб сіроголовий
Широкодзьоб сіроголовий (Smithornis sharpei) — вид горобцеподібних птахів родини смарагдорогодзьобових (Calyptomenidae).

## Поширення
Вид поширений в Західній та Центральній Африці. Присутній у двох окремих популяціях — одна розташована в районі Біафської затоки (від південно-східної Нігерії до Габону, включаючи острів Біоко, на півдні Центральноафриканської Республіки та на заході Республіки Конго), інша знаходиться на сході Демократичної Республіки Конго. Живе у низовинних дощових лісах.

## Опис
Птах завдовжки до 15 см. Має кремезне тіло з великою головою та коротким, але широким дзьобом. Спина, хвіст та крила коричневі. Голова та шия темно-сірі. Плечі помаранчеві. Черево, груди, горло білого кольору з чорними повздовжніми смугами. Боки світло-сірі.

## Спосіб життя
Живе під пологом лісу. Трапляється поодинці або невеликими групами. Знаходиться в постійному русі в пошуках поживи серед дерев. Живиться комахами та іншими дрібними членистоногими. Зрідка може поїдати дрібних плазунів та жаб, ягоди та квіти.